# 할리스코숲쥐
할리스코숲쥐 또는 할리스코작은귀쥐(Peromyscus spicilegus)는 비단털쥐과에 속하는 설치류의 일종이다. 멕시코에서만 발견된다.

## 분포 및 서식지
멕시코 서부에서 발견된다. 해발 최대 1,980m 이하의 저지대와 산악 지대에서 서식한다. 서식지는 낙엽성 숲과 혼합림 그리고 나무가 있는 기타 지역으로 이루어져 있다. 일반적으로 습윤 지역에서 서식하지만 건조 암반 지대에서 머물기도 한다.